# Instance provisoire chargée du contrôle de la constitutionnalité des projets de loi
L'Instance provisoire chargée du contrôle de la constitutionnalité des projets de loi (IPCCPL) est une institution juridique provisoire tunisienne créée par la Constitution de 2014. Elle est dissoute en 2021.

## Histoire
Dans les dispositions provisoires de la Constitution tunisienne de 2014, la création d'une instance temporaire est prévue en attendant la naissance de la Cour constitutionnelle. Ainsi, l'article 148 exige la mise en place de l'IPCCPL dans les trois mois qui suivent l'adoption de la Constitution.
Par la loi organique n°2014-14 du 18 avril 2014, l'Assemblée nationale constituante la met en place.
L'arrêté républicain n°2014-89 du 22 avril 2014, pris par le président de la République Moncef Marzouki, fixe les nominations au sein de l'IPCCPL. Il est publié au Journal officiel de la République tunisienne le 25 avril.
Malgré le délai d'un an prévu par l'alinéa 5 de l'article 148 de la Constitution de 2014, la Cour constitutionnelle n'a toujours pas vu le jour en juillet 2019 et une partie de ses prérogatives est de facto exercée par l'IPCCPL. Ainsi, c'est cette instance qui constate la vacance de la présidence de la République avec le décès de Béji Caïd Essebsi le 25 juillet 2019.
Le 22 septembre 2021, le président Kaïs Saïed décide par décret la dissolution de l'instance.

## Composition
D'après l'article 4 de la loi organique n°2014-14, l'IPCCPL est composée de six membres qui sont les présidents de la Cour de cassation, du Tribunal administratif, et de la Cour des comptes, ainsi que trois membres nommés respectivement par le président de la République, le chef du gouvernement et le président de l'Assemblée nationale constituante.
Les membres de l'instance sont Faouzi Ben Hamed, Leila Chikhaoui, Sami Jerbi, Abdellatif Kharrat, Brahim Majri et Lotfi Tarchouna.

## Compétences
Conformément à l'article 3 de la loi organique n°2014-14, l'instance peut être saisie pour procéder à un contrôle de constitutionnalité par le président de la République, le chef du gouvernement, le président de l'Assemblée nationale constituante ou celui de l'Assemblée des représentants du peuple, ou par au moins trente députés.
Les projets de lois visés sont les textes législatifs provenant de l'Assemblée nationale constituante ou de l'Assemblée des représentants du peuple que le président de la République n'a pas encore promulgué.
L'IPCCPL ne peut pas procéder à l'examen de l'exception d'inconstitutionnalité des lois déjà promulguées avant sa mise en place.